# ストールンプリンセス:キーウの王女とルスラン
『ストールンプリンセス:キーウの王女とルスラン』（ストールンプリンセス:キーウのおうじょとルスラン、ウクライナ語: Викрадена принцеса: Руслан і Людмила、英語: The Stolen Princess）は、2018年のウクライナのコンピュータアニメーション・ファンタジー映画。
ロシアの詩人アレクサンドル・プーシキンの童話『ルスラーンとリュドミーラ』を原作とし、オレ・マラムシュが監督を務めた。
騎士に憧れている役者ルスランが、悪の魔法使いであるチェルノモールにさらわれた王女ミラを救うストーリー。

## キャスト
- ルスラン：オレクシー・ザブゴロドニー（ウクライナ語版）（髙塚大夢〈INI〉） - 騎士になることを夢見る役者。偶然出会ったミラに見栄を張り、自分を騎士だと偽る。次第にミラに惹かれ、誘拐されたミラを救いに出かける。
- ミラ：ナディア・ドロフィエワ（英語版）（高橋李依） - 知性にあふれた王女。外の世界は危険という父の教えを守り城の中で暮らしていたが、結婚を強要されたことに反発し、初めて外の世界へと飛び出す。
- チェルノモール：エフゲン・マルカ（ウクライナ語版）（多田野曜平） - ルスランとレスターに対峙する悪の魔法使い。
- レスター・ペチェルスキー：セルゲイ・プリトゥラ（英語版）（岡本信彦） - ルスランの親友

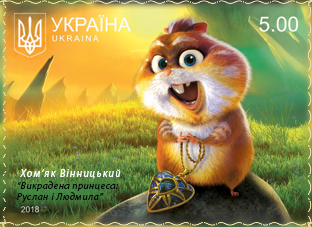
ウクライナの切手

- ネコ：ユーリー・ホルブノフ（ウクライナ語版）
- フィン：オレグ "ファホト "マイカイリュータ（ウクライナ語版）
- ヴォロディミール国王：ミコラ・ボクラン（ウクライナ語版）（別所哲也） - ミラの父
- オレシャ：ププシ・キラ
- 頭：モナティーク・ディミトロ（英語版）
- スフィア：アレヴィク・アルズマノワ
- 兜男：オレクサンドル・ウシク（石田明〈NON STYLE〉） - ミラを襲う街の悪党の1人
- 金歯男：ヴァシル・ヴィラスティク（英語版）（井上裕介〈NON STYLE〉） - ミラを襲う街の悪党の1人
- 衛兵：オレグ・ボロシェンコ（ウクライナ語版）、ロマン・ルツク（ウクライナ語版）
- ファラフ：エフゲン・ガシェンコ（ウクライナ語版）（森久保祥太郎） - 邪悪な魔法使いに扮し、ミラとの結婚を一方的に試みるルスランのライバルとなる騎士。
- ロデー：エゴール・クルトゴロヴォフ（ウクライナ語版）（工藤ディマ） - ルスランのライバルである三兄弟の末っ子
- ラトミール：オレクサンドル・ベレショク（ウクライナ語版）
- ナイナ：マーシャ・エフロシニナ（英語版）

## 製作

### 製作費
ウクライナ国立映画庁が共同出資しており、その出資額は1,950万フリヴニャ（総製作費は9,520万フリヴニャ）となった。

### 製作
2013年1月30日、プロデューサーのエゴール・オレソフは、アレクサンドル・プーシキンの童話詩を原作とする『ルスラーンとリュドミーラ』のプロジェクトを発表した。同年9月、フィルム.UAグループが、主人公とあらすじとともに、製作を開始したことを発表した。以前、2Dアニメーションでの製作が発表されていたが、3Dアニメーションでの製作へと変更された。
今回、ハリウッドのコンサルタントがキャラクター製作に協力した。製作スタッフによれば、本作は英語で製作され、ウクライナ語に吹き替えられた。ハリウッドの著名人が英語の吹き替えに参加し、ウクライナでも、人気俳優が声を担当した。また、世界での公開に向けて、『The Stolen Princess』というタイトルが付けられた。

### サウンドトラック
本作の主題歌「Do zirok」（「To the Stars」）は、ヴレーミャ・イ・スチクローが担当した。2月14日、ミュージックビデオが発表された。ウクライナ語の作詞はオレクサンドラ・ルバン、編曲はオケアン・エリズィのキーボード担当ミロシュ・イェリッチ、楽器パートはキエフ・ヴィルトゥオーゾ・オーケストラのミュージシャンが担当した。エンドクレジットで使用される「Ty Lyubov Moya」（「You're My Love」）はジャマラが担当した。
| #  | タイトル                                 | 作詞                   | 作曲                                 | 時間 |
| -- | ---------------------------------------- | ---------------------- | ------------------------------------ | ---- |
| 1. | 「Do zirok」(ヴレーミャ・イ・スチクロー) | オレクサンドラ・ルバン | ラファエル・レイク、アーロン・レヴィ | 3:13 |
| 2. | 「Ty Lyubov Moya」(ジャマラ)             | オレクサンドラ・ルバン | ロビー・ネビル                       | 4:05 |

## 封切り

### ウクライナでの封切り

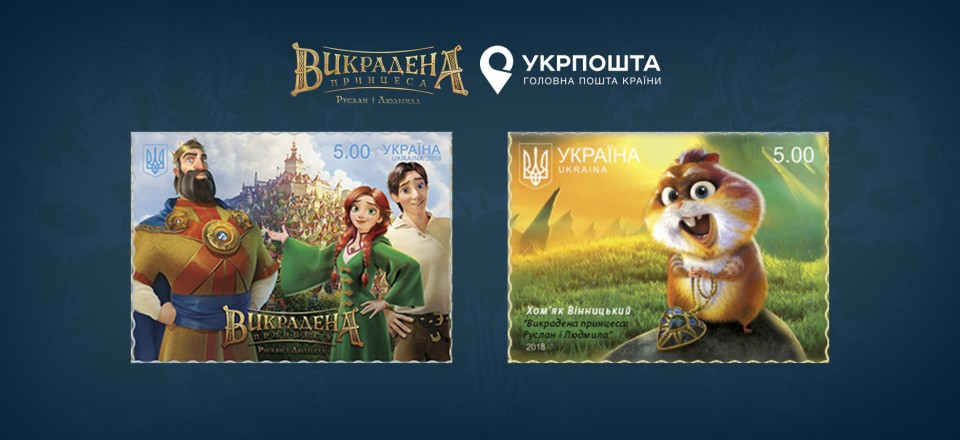
ウクライナの郵便切手（2018年）

2016年12月下旬、ウクライナで公開されるにあたり、タイトルが『Ruslan and Lyudmila』から『The Stolen Princess』に変更されることが発表された（2016年2月には、プロデューサーがすでに国際配給のタイトルとして『Ruslan and Lyudmila』ではなく『The Stolen Princess』を使用することを伝えていた）。2017年10月、『The Stolen Princess: Ruslan and Lyudmila』に再び変更し、2018年3月7日に公開することを明らかにした。2015年12月15日、オデッサ国際映画祭の冬の映画マーケットの枠組みで、Novyi TVチャンネルが本作のテレビ放映権を獲得した。この契約によれば、本作のテレビ初放送は、劇場公開開始の6ヵ月後に予定されていた。

### 世界での封切り
本作は、『マフカ 森の歌』（2018年）、『スノー・リパブリック』（2019年）、『ロクソラナとスレイマン』（2021年）などを手掛ける、アニマグラッドの劇場公開アニメーションの最初のプロジェクトとなった。同社のディレクターによると、アニマグラッドは、ウクライナ国内および国際的な配給のために、年に1本の長編アニメを発表する予定だという。
2015年2月、ベルリン国際映画祭のヨーロッパ映画マーケットで、イスラエルと韓国に、2016年5月、カンヌ国際映画祭のマルシェ・デュ・フィルムで、フランス、フランス語圏、ブルガリア、イラン、ポーランドに映画配給権が販売された。2016年12月10日、『ハリウッド・リポーター』紙は、アメリカの映画市場で1カ月前に発表された後、中国、ドイツ、オーストリア、スイス、リトアニア、ラトビア、エストニア、北アフリカ、中東に販売されたと伝えた。また、他のいくつかの地域への販売も保留中であることが発表された。
2017年3月13日から16日にかけて香港で、毎年恒例の映画とTVコンテンツのマーケットであるFILMARTが開催された。フィルム.UAグループのブースでは、本作を含むアニマグラッド・スタジオのプロジェクトが紹介された。マーケット3日目には、アニメ映画のシーンがアジアで初めて上映され、プレミアへの招待状が『ハリウッド・リポーター』紙の表紙を飾り、上映会自体も成功し、市場関係者から好意的な評価を得た。4月上旬、カンヌはヨーロッパの主要なオーディオビジュアルコンテンツ市場であるMIPTV（Marché International des Programmes de Télévision）を開催した。ウクライナ代表団のブースでは、本作含む数作品が紹介された。2017年5月19日と23日、第70回カンヌ国際映画祭の庇護の下、最大の映画マーケット「マルシェ・デュ・フィルム」で本作の上映が行われ、プロジェクトは好評を博し、新地域での放映権販売交渉が始まるほど大きな成功を収めた。
ウクライナ公開直後、ルーマニア（3月16日）とトルコ（3月23日）で劇場公開された。ルーマニアでは公開初週末で16万5,066ドルの興行収入を記録し、アメリカの超大作『トゥームレイダー』に次いで2位となった。ディズニー・ピクサー、ドリームワークス・アニメーション、ブルースカイ・スタジオといったハリウッドメジャーが2017年から2018年にかけて発表した主なアニメ作品と比較するのは興味深いことで、ルーマニアでも最初の週末に本作の興行収入が『リメンバー・ミー』、『はなのすきなうし』、『ボス・ベイビー』を上回った。ウクライナ映画のプレミア興行成績は、2018年にトルコで公開されたアニメ作品の中で第3位となった。
最終的に本作は、ウクライナ、ルーマニア、トルコ、クロアチア、ボスニア・ヘルツェゴビナ、ブルガリア、エジプト、アラブ首長国連邦、クウェート、レバノン、ヨルダン、カタール、オマーン、バーレーンなどの映画館で上映され、上映権は、フランス、ドイツ、中東、南部アフリカ、アジア、ラテンアメリカなど、合計50カ国以上に販売された。2018年11月、ウクライナのメディアは、本作が40カ国以上で上映され、観客動員数が50万人を突破したと報じた。2019年1月、ウクライナ映画として初めて中国の映画館で公開された。

### 日本での封切り
Elles Films株式会社代表の粉川なつみが、ロシア軍の侵攻に苦しむウクライナの人々を勇気づけるため、映画業界への貢献を目的に、ほぼ全財産で上映権を購入し、日本での公開が決定した。その後、全国規模の劇場公開と日本語吹替版の製作を目指してクラウドファンディングを行い、約700人、約950万円が集まった。その出資者の1人として、俳優の斎藤工も名を連ねた。粉川が、偶然街ですれ違った斎藤に意を決してクラウドファンディングを募っている件を話したことがきっかけだという。この盛り上がりを受け、朝日新聞社、KADOKAWA、ねこじゃらし、ユナイテッド・シネマといった企業も本プロジェクトに賛同、製作委員会が発足した。
2023年5月2日、日本での公開が正式に発表となり、ルスランの日本語吹き替え版声優に髙塚大夢（INI）が起用された。6月15日、公開日が9月22日に決定し、ミラの日本語吹き替え版声優に高橋李依が起用されたことが発表された。
6月21日、ロデーの日本語吹き替え版声優に、本作が声優デビューとなる工藤ディマが起用されたことが発表された。工藤は、軍事侵攻を受けて2022年3月にキーウから日本に避難したウクライナの避難民。粉川が工藤のSNSに直接オファーしたという。
7月6日、岡本信彦、多田野曜平、森久保祥太郎、「NON STYLE」の石田明と井上裕介、別所哲也が日本語吹き替え版声優に起用されたことが発表された。クラウドファンディング実施中、別所は自身のラジオ番組で本作を紹介し、それが多くの人へと広がり、協力者が増加した。それと同時に別所の参加を熱望する声もあがり、オファーの結果、快諾となった。
7月14日、主題歌が、髙塚が作詞を担当した、INIの新曲「My Story」に決定した。同日に公開された本予告のナレーションは、クラウドファンディングの出資者の1人、斎藤工が担当した。

## 作品の評価

### 興行収入
ウクライナでの初週末の興行収入は2,100万フリヴニャ（0.8億ドル）、週末5日間で3,585万7,041フリヴニャの興行収入を記録し、ウクライナで製作された映画の中で最高記録を樹立した。

### 映画批評家によるレビュー
賛否両論の評価を受けた。観客は、ウクライナらしさがなく、ハリウッドのスタンダードを盲目的にコピーしていること、不適切な言及があること、特定の登場人物にカリスマ性がないことを指摘した。しかし、批評家たちは、アニメーションのクオリティの高さ、巧みなジョーク、大人も子供も興味のあるトピックを扱った長編アニメーション映画であることを評価した。